# Парламентские выборы в Испании (2000)
Парламентские выборы в Испании 2000 года состоялись в воскресенье, 12 марта и стали седьмыми, проведёнными в соответствии с испанской Конституцией 1978 года. Были избраны все 350 членов Конгресса депутатов и 208 из 259 сенаторов. В выборах приняло участие 68,71 % зарегистрированных избирателей, что стало одним из худших результатов в истории современной Испании.
Как и предвещали большинство опросов общественного мнения Народная партия во главе с действующим премьер-министром Хосе Марией Аснаром одержала убедительную победу, завоевав абсолютное большинство мест. Оппозиционная Испанская социалистическая рабочая партия завершила выборную кампанию с одним из самых худших результатов за всю её историю.

## Законодательная власть
Генеральные Кортесы, орган испанской законодательной власти, которые предстояло избрать 6 июня 1993 года, состояли из двух палат: Конгресса депутатов (нижняя палата, 350 депутатов) и Сената (верхняя палата, 208 выборных депутатов). Законодательная инициатива принадлежала обеим палатам, а также правительству, но Конгресс имел большую власть, чем Сенат. Только Конгресс мог утвердить премьер-министра или проголосовать за его отставку, и он мог отменить вето Сената абсолютным большинством голосов. Тем не менее, Сенат обладал несколькими эксклюзивными функциями, в частности, по утверждению конституционных поправок.
Эта система, закреплённая Конституцией Испании 1978 года, должна была предоставить политическую стабильность правительству, а также укрепить позиции премьер-министра, предусматривая вынесение вотума недоверия только Конгрессом. Она также внедрила более эффективную защиту от изменений конституции, требуя участия в принятии поправок обеих палат, а также предусмотрев специальный процесс с более высокими порогами утверждения и строгие требования в отношении общих конституционных реформ или поправок, касающихся так называемых «защищённых положений».

## Избирательная система
В 1985 году был принят новый закон о выборах, заменивший заменил временное законодательство, действовавшее с 1977 года. Таким образом, избирательная система и все процедуры выборов, с некоторыми изменениями, были отныне прописаны в едином законе. В частности, группы избирателей получали право выдвинуть кандидатов только собрав подписи не менее 1 % зарегистрированных избирателей в конкретном районе. Голосование проходило на основе всеобщего избирательного права, с участием всех граждан старше восемнадцати.
348 мест в Конгрессе депутатов были распределены между 50 многомандатными избирательными округами, каждый из которых соответствовал одной из 50 испанских провинций, ещё два места были предназначены для Сеуты и Мелильи. Каждая провинция имела право как минимум на два места в Конгрессе, остальные 248 мест были распределены среди 50 провинций пропорционально их населению. Места в многомандатных округах распределялись по методу д’Ондта, с использованием закрытых списков и пропорционального представительства. В каждом из многомандатных округов к распределению мандатов допускались только списки сумевшие преодолеть порог в 3 % действительных голосов, которые включали и пустые бюллетени.
208 мест в Сенате был распределены между 58 округами. Каждый из 47 округов на полуострове, имел четыре места в Сенате. Островные провинции, Балеарские и Канарские острова, были разделены на девять округов. Три больших округа, Мальорка, Гран-Канария и Тенерифе, получили по три места в Сенате, малые округа, Менорка, Ивиса—Форментера, Фуэртевентура, Гомера—Иерро, Лансароте и Пальма — по одному. Сеута и Мелилья избирали по два сенатора. В общей сложности, в Сенате насчитывалось 208 депутатов, избираемых прямым голосованием, с использованием открытого списка с частичным блоком голосования. Вместо того, чтобы голосовать за партии, избиратели отдавали голоса за отдельных кандидатов. В четырёхмандатных округах избиратели могли проголосовать не более чем за три кандидата, в трёх- и двухмандатных за двух кандидатов, в одномандатных округах за одного кандидата. Кроме того, каждое из автономных сообществ могли избрать по крайней мере одного сенатора и имели право на одно дополнительное место на каждый миллион жителей.

## Предвыборная кампания
На очередные выборы Народная партия пошла с лозунгом «Давайте» (исп. Vamos a más), делая упор на самом крупном сокращении безработицы за всю историю постфранкистской Испании. Аснар обещал экономический прогресс Испании благодаря вхождению страны в Еврозону, более масштабным инвестициям в образование, инфраструктуру, новые технологии, культуру и защиту окружающей среды.
Оппозиционная ИСРП, критикуя политику правительства, отмечала, что экономический рост в Испании не сопровождается улучшением государственных услуг, в то время как корпоративные прибыли, в том числе приватизированных Аснаром компаний, резко возросли. Также они упрекали правящую партию в том, что Испания меньше всех в Евросоюзе тратит на социальные нужды и снизила налоги на самые высокие доходы.
Новый лидер «Объединённых левых», Франсеск Фрутос, попытался преодолеть враждебность к ИСРП, ставку на которую делал предыдущий лидер Хулио Ангита, и инициировал политику сближения с социалистами, которая закончилась за месяц до выборов соглашением о совместных списках на выборах в Сенат в 27 провинциях и поддержке кандидатуры Альмунии на пост премьер-министра.

## Опросы
Результаты предвыборных опросов общественного мнения приведены в таблице ниже в обратном хронологическом порядке, показывая самые последние первыми. Приведены последние даты опроса, а не дата публикации. Если такая дата неизвестна, указана дата публикации. Самый высокий процент в каждом опросе отображается жирным шрифтом и выделен цветом ведущего участника. Колонка справа показывает разницу между двумя ведущими партиями в процентных пунктах. Если конкретный опрос не показывает данные для какой-либо из партий, ячейки этой партии, соответствующая данному опросу показана пустой. Светло-зелёным цветом выделены экзит-поллы, светло-розовым — опрос, проведённый после даты официального запрета публикации итогов опросов общественного мнения, светло-жёлтым — многосценарные прогнозы, сиреневым — альтернативные варианты.
| Организация                                                     | Дата            | Народная партия | Испанская социалистическая рабочая партия | Объединённые левые | Конвергенция и Союз |     | Предел погрешности | Количество опрошенных | Разница |  |  |  |
| --------------------------------------------------------------- | --------------- | --------------- | ----------------------------------------- | ------------------ | ------------------- | --- | ------------------ | --------------------- | ------- |  |  |  |
| Организация                                                     | Дата            |                 |                                           |                    |                     |     |                    |                       |         |  |  |  |
| Итоги выборов Архивная копия от 3 марта 2016 на Wayback Machine | 12 марта 2000   | 44,5            | 34,2                                      | 5,4                | 4,2                 | 1,5 |                    |                       | 10,3    |  |  |  |
|                                                                 |                 |                 |                                           |                    |                     |     |                    |                       |         |  |  |  |
| Eco Consulting (21:00)                                          | 12 марта 2000   | 42,1            | 32,9                                      | 7,5                | 4,0                 | 1,9 |                    |                       | 9,2     |  |  |  |
| Eco Consulting (20:00)                                          | 12 марта 2000   | 41,6            | 34,6                                      | 7,0                | 4,0                 | 1,6 |                    |                       | 7,0     |  |  |  |
| Gallup                                                          | 11 марта 2000   | 42,7            | 33,9                                      | 7,8                | 4,3                 | 1,6 | ±2,9 pp            | 1 228                 | 8,8     |  |  |  |
| CIS Архивная копия от 4 марта 2017 на Wayback Machine           | 7 марта 2000    | 43,7            | 33,7                                      | 8,7                | 4,2                 | 1,7 |                    |                       | 10,0    |  |  |  |
| La Vanguardia Архивная копия от 6 июля 2017 на Wayback Machine  | 5 марта 2000    | 43,2            | 35,3                                      |                    |                     |     |                    |                       | 7,9     |  |  |  |
| Sondaxe Архивная копия от 7 июля 2017 на Wayback Machine        | 5 марта 2000    | 42,1            | 37,4                                      | 8,1                | 4,3                 | 1,6 |                    |                       | 4,7     |  |  |  |
| Sigma Dos                                                       | 5 марта 2000    | 41,9            | 37,3                                      | 6,5                | 4,5                 | 1,7 |                    |                       | 4,6     |  |  |  |
| Metra Seis                                                      | 5 марта 2000    | 41,5            | 36,7                                      | 8,0                | 4,4                 | 1,4 |                    |                       | 4,8     |  |  |  |
| La Vanguardia Архивная копия от 6 июля 2017 на Wayback Machine  | 3 марта 2000    | 45,7            | 33,2                                      |                    |                     |     |                    |                       | 12,5    |  |  |  |
| Demoscopia Архивная копия от 4 марта 2017 на Wayback Machine    | 2 марта 2000    | 41,7            | 37,1                                      | 7,3                | 4,1                 | 1,4 | ±0,8 pp            | 15 000                | 4,6     |  |  |  |
| Vox Pública                                                     | 1 марта 2000    | 44,5            | 33,7                                      | 6,2                | 4,4                 | 1,5 | ±2,4 pp            | 2 300                 | 10,8    |  |  |  |
| Vox Pública Архивная копия от 4 марта 2016 на Wayback Machine   | 1 марта 2000    | 41,7            | 37,6                                      | 7,5                | 4,2                 | 1,6 | ±2,4 pp            | 2 300                 | 4,1     |  |  |  |
| Eco Consulting Архивная копия от 7 июля 2017 на Wayback Machine | 29 февраля 2000 | 40,5            | 36,7                                      | 7,3                | 4,3                 | 1,4 | ±0,8 pp            | 15 600                | 3,8     |  |  |  |
| Opina Архивная копия от 4 марта 2017 на Wayback Machine         | 28 февраля 2000 | 41,8            | 37,2                                      | 8,0                | 4,2                 | 1,3 | ±1,8 pp            | 3 000                 | 4,6     |  |  |  |
| CIS Архивная копия от 4 марта 2016 на Wayback Machine           | 28 февраля 2000 | 41,6            | 36,6                                      | 7,4                | 4,1                 | 1,3 | ±0,6 pp            | 24 040                | 5,0     |  |  |  |
| Gallup                                                          | 28 февраля 2000 | 42,4            | 37,4                                      | 6,9                | 4,2                 | 1,5 | ±2,2 pp            | 2 029                 | 5,0     |  |  |  |
| Eco Consulting Архивная копия от 7 июля 2017 на Wayback Machine | 15 февраля 2000 | 41,8            | 38,2                                      | 7,3                | 4,5                 | 1,4 | ±2,1 pp            | 2 232                 | 3,6     |  |  |  |
| Demoscopia Архивная копия от 4 марта 2017 на Wayback Machine    | 13 февраля 2000 | 41,6            | 37,3                                      | 7,5                | 4,4                 | 1,4 |                    | 2 000                 | 4,3     |  |  |  |
| Vox Pública                                                     | 8 февраля 2000  | 46,3            | 32,3                                      | 7,1                | 3,7                 | 1,6 | ±2,4 pp            | 2 300                 | 14,0    |  |  |  |
| Vox Pública Архивная копия от 4 марта 2016 на Wayback Machine   | 8 февраля 2000  | 42,6            | 36,6                                      | 7,5                | 4,2                 | 1,9 | ±2,4 pp            | 2 300                 | 6,0     |  |  |  |
| Sigma Dos                                                       | 6 февраля 2000  | 42,9            | 36,2                                      | 7,8                | 4,4                 | 1,3 |                    |                       | 6.7     |  |  |  |
| La Vanguardia Архивная копия от 6 июля 2017 на Wayback Machine  | 30 января 2000  | 44,7            | 35,1                                      |                    |                     |     |                    |                       | 9,6     |  |  |  |
| Opina Архивная копия от 6 июля 2017 на Wayback Machine          | 25 января 2000  | 42,0            | 40,0                                      | 8,0                | 4,0                 | 1,2 | ±1,8 pp            | 3 000                 | 2,0     |  |  |  |
| Opina Архивная копия от 6 июля 2017 на Wayback Machine          | 25 января 2000  | 42,5            | 37,0                                      | 7,5                | 4,3                 | 1,3 | ±1,8 pp            | 3 000                 | 5,5     |  |  |  |
| Gallup                                                          | 24 января 2000  | 40,7            | 37,1                                      | 7,0                | 4,1                 | 1,4 |                    |                       | 3,6     |  |  |  |
| Vox Pública                                                     | 18 января 2000  | 45,0            | 33,3                                      | 5,8                | 4,3                 | 1,2 | ±2,6 pp            | 2 300                 | 11,7    |  |  |  |
| Vox Pública Архивная копия от 4 марта 2016 на Wayback Machine   | 18 января 2000  | 43,0            | 38,0                                      | 6,5                | 4,2                 | 1,3 | ±2,6 pp            | 2 300                 | 5,0     |  |  |  |
| Sigma Dos                                                       | 3 января 2000   | 42,5            | 36,8                                      | 6,3                | 4,4                 | 1,4 |                    |                       | 5,7     |  |  |  |
|                                                                 |                 |                 |                                           |                    |                     |     |                    |                       |         |  |  |  |

## Результаты

### Конгресс депутатов

Распределение мест среди партий:
Народная партия: 183
Испанская социалистическая рабочая партия: 125
Конвергенция и Союз: 15
Объединённые левые: 8
Баскская националистическая партия: 7
Канарская коалиция: 4
Галисийский националистический блок: 3
Андалусистская партия: 1
Республиканская левая Каталонии: 1
Инициатива для Каталонии — Зелёные: 1
Баскская солидарность: 1
Союз арагонцев: 1

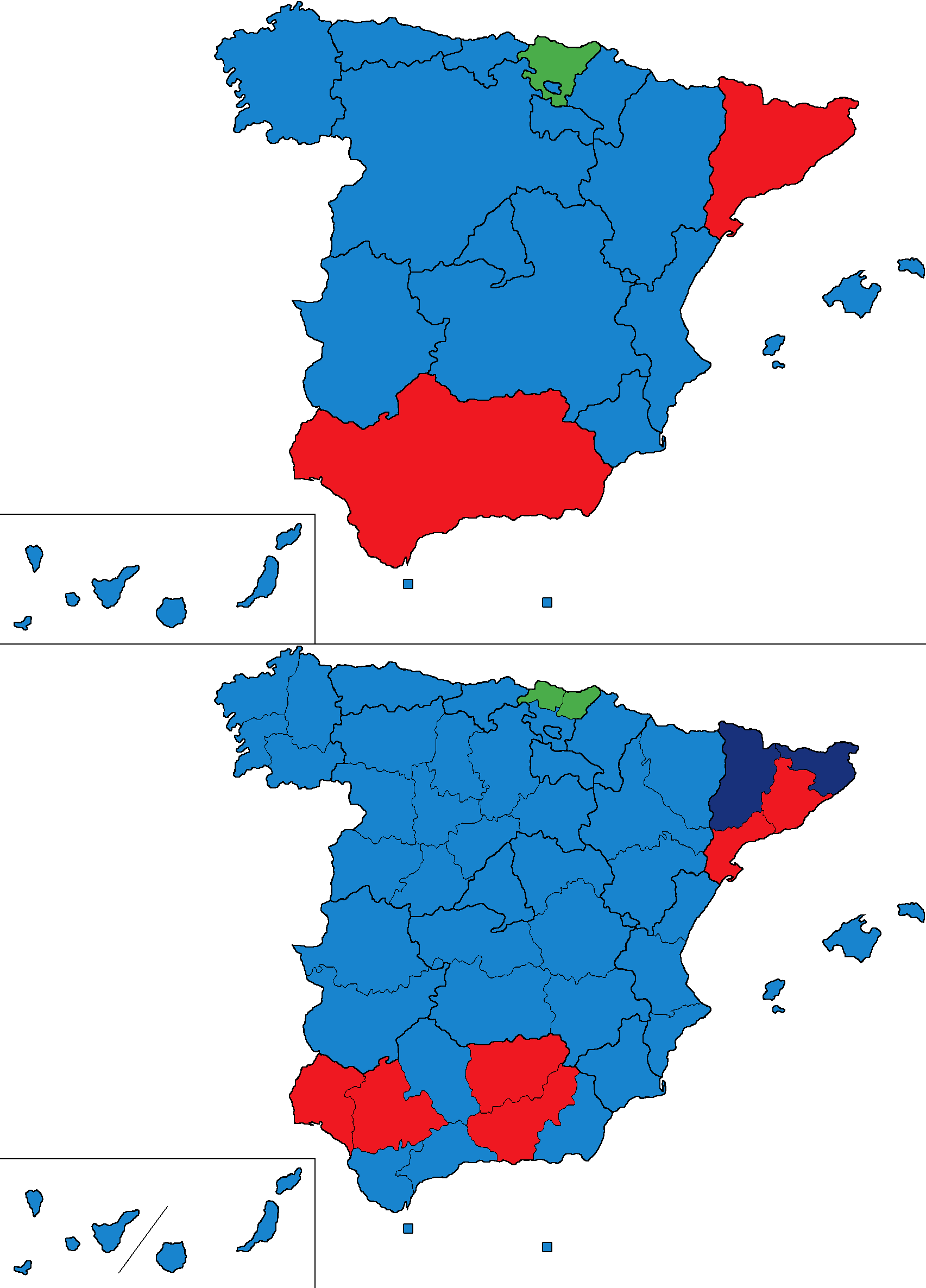
Победители голосования в автономных сообществах и провинциях
Народная партия
Испанская социалистическая рабочая партия
Баскская националистическая партия
Конвергенция и Союз

Полужирным шрифтом выделены партии и коалиции, завоевавшие хотя бы одно место в Конгрессе депутатов.
| Партии и коалиции       | Партии и коалиции                                                       | Партии и коалиции                                                      | Лидер                                 | Голоса     | Голоса | Голоса | Места | Места |
| Партии и коалиции       | Партии и коалиции                                                       | Партии и коалиции                                                      | Лидер                                 | Голоса     | %      | ±п.п.  | Места | +/−   |
| ----------------------- | ----------------------------------------------------------------------- | ---------------------------------------------------------------------- | ------------------------------------- | ---------- | ------ | ------ | ----- | ----- |
|                         | Народная партия                                                         | исп. Partido Popular, PP                                               | Хосе Мария Аснар                      | 10 321 178 | 44,52  | ▲5,37  | 183   | ▲17   |
|                         | Испанская социалистическая рабочая партия                               | исп. Partido Socialista Obrero Español, PSOE                           | Хоакин Альмуния                       | 7 918 752  | 34,16  | ▼3,47  | 125   | ▼16   |
|                         | Объединённые левые                                                      | исп. Izquierda Unida, IU                                               | Франсеск Фрутос                       | 1 263 043  | 10,54  | ▼5,09  | 8     | ▼13   |
|                         | Конвергенция и Союз                                                     | кат. Convergència i Unió, CiU                                          | Ксавьер Трьяс                         | 970 421    | 4,19   | ▼0,41  | 15    | ▼1    |
|                         | Баскская националистическая партия                                      | баск. Euzko Alderdi Jeltzalea, EAJ                                     | Иньяки Анасагасти                     | 353 953    | 1,53   | ▲0,26  | 7     | ▲2    |
|                         | Галисийский националистический блок                                     | галис. Bloque Nacionalista Galego, BNG                                 | Франсиско Родригес Санчес             | 306 268    | 1,32   | ▲0,44  | 3     | ▲1    |
|                         | Канарская коалиция                                                      | исп. Coalición Canaria, CC                                             | Паулино Риверо                        | 248 261    | 1,07   | ▲0,19  | 4     | ▬     |
|                         | Андалусистская партия                                                   | исп. Partido Andalucista, PA                                           | Хосе Нуньес Кастаин                   | 206 255    | 0,89   | ▲0,35  | 1     | ▲1    |
|                         | Республиканская левая Каталонии                                         | кат. Esquerra Republicana de Catalunya, ERC                            | Жоан Пуигсеркос                       | 194 715    | 0,84   | ▲0,17  | 1     | ▬     |
|                         | Инициатива для Каталонии — Зелёные                                      | кат. Iniciativa per Catalunya Verds, ICV                               | Жоан Саура                            | 119 290    | 0,51   | ▼0,68  | 1     | ▼1    |
|                         | Баскская солидарность                                                   | баск. Eusko Alkartasuna, EA                                            | Бегонья Ласагабастер                  | 100 742    | 0,43   | ▼0,03  | 1     | ▬     |
|                         | Союз арагонцев                                                          | араг. Chunta Aragonesista, CHA                                         | Хосе Антонио Лабордета                | 75 356     | 0,33   | ▲0,13  | 1     | ▲1    |
|                         | Либеральная независимая группа                                          | исп. Grupo Independiente Liberal, GIL                                  | Хесус Хиль                            | 72 162     | 0,31   | новая  | 0     | —     |
|                         | «Зелёные»                                                               | исп. Los Verdes                                                        | Висента Рико                          | 70 906     | 0,31   | ▲0,15  | 0     | —     |
|                         | Валенсийский националистический блок–«Зелёные»–«Валенсийцы за перемены» | вал. Bloc Nacionalista Valencià–Els Verds–Valencians pel Canvi, BNV–EV | Жоан Франсеск Мира                    | 58 551     | 0,25   | ▼0,06  | 0     | —     |
|                         | Валенсийский союз                                                       | исп. Unión Valenciana, UV                                              | Хосе Мария Чикильо                    | 57 830     | 0,25   | ▼0,12  | 0     | ▬     |
|                         | Союз леонского народа                                                   | исп. Unión del Pueblo Leonés, UPL                                      | Хосе Мария Родригес де Франсиско      | 41 690     | 0,18   | ▲0,13  | 0     | —     |
|                         | Арагонская партия                                                       | араг. Partido Aragonés, PA                                             | Антонио Серрано Винуэ                 | 38 883     | 0,17   | новая  | 0     | ▼1    |
|                         | Центристский союз—Демократический и социальный центр                    | исп. Unión Centrista-Centro Democrático y Social, UC–CDS               | Марио Конде                           | 23 576     | 0,10   | ▼0,18  | 0     | —     |
|                         | Социалисты Мальорки и Менорки—Националистическое соглашение             | кат. PSM-Entesa Nacionalista)                                          | Мария Антониа Вадель                  | 23 482     | 0,10   | ▬      | 0     | —     |
|                         | «Зелёные—Экопацифисты                                                   | исп. Los Verdes Ecopacifistas, LVE                                     |                                       | 22 220     | 0,10   | новая  | 0     | —     |
|                         | Партии, набравшие менее 0,1 % голосов                                   | Партии, набравшие менее 0,1 % голосов                                  | Партии, набравшие менее 0,1 % голосов | 326 917    | 1,41   | ▲0,57  | 0     | —     |
|                         | Пустые бюллетени                                                        | Пустые бюллетени                                                       | Пустые бюллетени                      | 366 823    | 1,58   | ▲0,61  |       |       |
|                         |                                                                         |                                                                        |                                       |            |        |        |       |       |
| Всего                   | Всего                                                                   | Всего                                                                  | Всего                                 | 23 181 290 | 100,00 |        | 350   | —     |
| Недействительные голоса | Недействительные голоса                                                 | Недействительные голоса                                                | Недействительные голоса               | 125 782    | 0,50   | ▼0,04  |       |       |
| Зарегистрировано / Явка | Зарегистрировано / Явка                                                 | Зарегистрировано / Явка                                                | Зарегистрировано / Явка               | 33 969 640 | 68,71  | ▼8,67  |       |       |
|                         |                                                                         |                                                                        |                                       |            |        |        |       |       |
| Источник: (исп.)        |                                                                         |                                                                        |                                       |            |        |        |       |       |

1. ↑  В том числе, 3 депутата от Союза наваррского народа
2. ↑  В том числе, 19 депутатов от Партии социалистов Каталонии, 4 от Социалистической партии Страны Басков–«Левые Страны Басков»[англ.] и 2 от Демократической партии новых левых[исп.]
3. ↑  Включала КПИ, ПСД, РЛ, РРП, РСП, Кандидатура рабочего единства и независимых, Галисийская левая, Зелёные Андалусии, Зелёные Мурсии и Зелёные Эстремадуры
4. ↑  В том числе, 7 депутатов от КПИ и 1 независимый
5. ↑  Из них, 10 депутатов от ДКК, 4 от ДСК и 1 независимый
6. ↑  2 депутата от Канарских независимых, по 1 от Канарского националистического центра и Канарской националистической инициативы
7. ↑  Вместе с «Зелёными»—Экологическая конфедерация Каталонии
8. ↑  По сравнению с 2 депутатами избранными в 1996 совместно с «Объединёнными левыми»
9. ↑  Совместно с партией «БЛОК» и «Зелёные — Экопацифисты» (Валенсия), «Зелёные» (Мадрид), «Зелёные—Зелёная альтернатива» (Каталония) и «Зелёные—Зелёная группа»
10. ↑  Коалиция Валенсийского националистического блока[исп.], «Зелёные—Экопацифисты», Конфедерация зелёных и других
11. ↑  Центристская коалиция, сформированная партией Демократический и социальный центр и рядом мелких партий
12. ↑  «Зелёные сообщества Мадрид», «Зелёные—Группа зелёных — SOS Природа», Гуманистическая партия, Земля комунера–Кастильская националистическая партия, Партия природного закона, Фаланга, Союз астурианского обновления, Коммунистическая партия народов Испании, Интернационалистская социалистическая рабочая партия, «Зелёные—Зелёная альтернатива», Партия независимых Лансароте, Платформа «Испания 2000», Испанская демократическая партия, Демократическая конвергенция Наварры, Мальоркинский союз—Независимые Менорки, Андалусийская левая, Независимая испанская фаланга — Фаланга 2000, Локалистский блок Мелильи, Риохская партия, Астурианистская партия, Регионалистское единство Кастилии и Леона, «Единая Эстремадура», Партия фрилансеров и профессионалов, Независимые кандидатуры — Партия Кастилии и Леона, «Каталонское государство», Андалусская нация, Республиканское действие, Партия демократической кармы, Ассамблея Андалусии, Партия фрилансеров, пенсионеров и независимых, Эстремадурская коалиция (Эстремадурская регионалистская партия и Регионалистская конвергенция Эстремадуры), Галисийская коалиция, Союз саморанского народа, Галисийский народный фронт, Карлистская партия, Регионалистская партия Страны Леон, Кантабрийский националистический совет, «Помочь Астурии», Испанская автономная партия, «Интернациональная борьба», Республиканская левая — Левая республиканская партия, Испанская автономная партия пенсионеров, Союз независимых Саламанки, Независимые социалисты Эстремадуры, Мадридская независимая региональная партия, Националистическая партия Кале, Партия Эль-Бьерсо, Астурианский левый блок, Арагонская инициатива, Канарское прогрессивное единство, Валенсийская националистическая левая, Альмерийский регионалистский союз, Социалистическая партия народа Сеуты, «Европейское национальное государство», Коалиция социал-демократов и либералов, Гражданская конвергенция Юго-Востока, Прогрессистские федералисты, Новый регион, Христианская позитивистская партия, Союз балеарского народа, «Голос андалусийского народа», Независимая инициатива, Регионалистская партия Гвадалахары, Иберийский союз, «Новая сила», Группа социальных и автономных либералов, Партия обновления Балеарских островов, Тагорор—Пенсионеры Канарских островов, Национальный союз, «Граждане», Движение социального гуманизма, Демократическая партия народа, Aprome Nacionalista

### Сенат
В выборах 208 сенаторов приняли участие 23 382 667 человек (68,83 %). Недействительных бюллетеней — 583 192 (2,49 %), пустых бюллетеней — 642 682 (2,82 %).
| Партии и коалиции                                                                          | Партии и коалиции                         | Партии и коалиции                            | Лидер               | Места | Места |
| Партии и коалиции                                                                          | Партии и коалиции                         | Партии и коалиции                            | Лидер               | Места | +/−   |
| ------------------------------------------------------------------------------------------ | ----------------------------------------- | -------------------------------------------- | ------------------- | ----- | ----- |
|                                                                                            | Народная партия                           | исп. Partido Popular, PP                     | Хосе Мария Аснар    | 127   | ▲15   |
|                                                                                            | Испанская социалистическая рабочая партия | исп. Partido Socialista Obrero Español, PSOE | Хоакин Альмуния     | 53    | ▼28   |
|                                                                                            | Конвергенция и Союз                       | исп. Convergència i Unió, CiU                | Ксавьер Трьяс       | 8     | ▬     |
|                                                                                            | Каталонское соглашение о прогрессе        | исп. Entesa Catalana de Progrés              | Рамон Алеу и Жорнет | 8     | Новая |
|                                                                                            | Баскская националистическая партия        | баск. Euzko Alderdi Jeltzalea, EAJ           | Иньяки Анасагасти   | 6     | ▲2    |
|                                                                                            | Канарская коалиция                        | исп. Coalición Canaria, CC                   | Паулино Риверо      | 5     | ▲4    |
|                                                                                            | Партия независимых Лансароте              | исп. Partido Independiente de Lanzarote, PIL |                     | 1     | ▲1    |
|                                                                                            |                                           |                                              |                     |       |       |
| Всего                                                                                      | Всего                                     | Всего                                        | Всего               | 208   | ▬     |
|                                                                                            |                                           |                                              |                     |       |       |
| Источник: Ministerio del Interior Архивная копия от 30 июня 2016 на Wayback Machine (исп.) |                                           |                                              |                     |       |       |

1. ↑  В том числе, 3 сенатора от Союза наваррского народа[исп.] и 1 от Союза мелильского народа[исп.]
2. ↑  Без Партии социалистов Каталонии
3. ↑  Из них, 6 сенаторов от ДКК и 2 от ДСК
4. ↑  Коалиция Партии социалистов Каталонии, Республиканской левой и Инициативы для Каталонии
5. ↑  Из них, 7 сенаторов от Партии социалистов и 1 от Республиканской левой
6. ↑  Из них, 2 сенатора от Канарских независимых, по 1 от Канарской националистической инициативы, Группы независимых Иерро и Ассамблеи Махореро

## Результаты по регионам
Распределение голосов и мандатов за партии и коалиции по регионам Испании. Указаны только общенациональные партии, набравшие не менее 0,2 % во всей Испании и региональные партии, получившие не менее 0,4 % в автономном сообществе.
| Регион            | Народная партия | Народная партия | Социалисты | Социалисты | Левые      | Левые | Либералы   | Либералы | Зелёные    | Зелёные | Регионалисты | Регионалисты | Всего |
| Регион            | Голоса (%)      | Места           | Голоса (%) | Места      | Голоса (%) | Места | Голоса (%) | Места    | Голоса (%) | Места   | Голоса (%)   | Места        | Всего |
| ----------------- | --------------- | --------------- | ---------- | ---------- | ---------- | ----- | ---------- | -------- | ---------- | ------- | ------------ | ------------ | ----- |
| Андалусия         | 40,6            | 28              | 43,8       | 30         | 7,8        | 3     | 0,4        | 0        | —          | —       | 5,1          | 1            | 62    |
| Арагон            | 47,2            | 8               | 31,1       | 4          | 3,5        | 0     | —          | —        | < 0,1      | 0       | 15,8         | 1            | 13    |
| Астурия           | 46,3            | 5               | 37,0       | 3          | 10,3       | 1     | —          | —        | 0,7        | 0       | 2,9          | 0            | 9     |
| Балеары           | 53,8            | 5               | 29,3       | 2          | 4,0        | 0     | —          | —        | 2,4        | 0       | 8,3          | 0            | 7     |
| Валенсия          | 52,1            | 19              | 34,0       | 12         | 5,8        | 1     | 0,2        | 0        | —          | —       | 5,7          | 0            | 32    |
| Галисия           | 54,0            | 16              | 23,7       | 6          | 1,3        | 0     | —          | —        | —          | —       | 18,6         | 3            | 25    |
| Канары            | 41,8            | 7               | 22,2       | 3          | 2,4        | 0     | —          | —        | 1,2        | 0       | 30,7         | 4            | 14    |
| Кантабрия         | 56,8            | 3               | 33,4       | 2          | 5,0        | 0     | 0,4        | 0        | —          | —       | 0,6          | 0            | 5     |
| Кастилия-Ла-Манча | 52,3            | 12              | 40,8       | 8          | 4,3        | 0     | 0,2        | 0        | —          | —       | —            | —            | 20    |
| Кастилия-Леон     | 55,7            | 22              | 32,2       | 11         | 4,4        | 0     | —          | —        | —          | —       | 2,6          | 0            | 33    |
| Каталония         | 22,8            | 12              | 34,1       | 17         | 2,2        | 0     | 0,1        | 0        | —          | —       | 37,9         | 17           | 46    |
| Мадрид            | 52,5            | 19              | 33,0       | 12         | 9,1        | 3     | 1,0        | 0        | 0,8        | 0       | 0,7          | 0            | 34    |
| Мурсия            | 58,1            | 6               | 32,4       | 3          | 6,2        | 0     | 0,3        | 0        | 1,0        | 0       | —            | —            | 9     |
| Наварра           | 49,9            | 3               | 27,3       | 2          | 7,6        | 0     | —          | —        | —          | —       | 9,6          | 0            | 5     |
| Риоха             | 54,1            | 3               | 34,8       | 1          | 4,0        | 0     | —          | —        | 1,0        | 0       | 3,6          | 0            | 4     |
| Страна Басков     | 28,2            | 7               | 18,3       | 4          | 5,4 %      | 0     | —          | —        | 0,9        | 0       | 37,9         | 8            | 19    |
| Эстремадура       | 47,3            | 6               | 44,7       | 5          | 4,7        | 0     | —          | —        | 0,5        | 0       | 0,7          | 0            | 11    |
| Сеута             | 47,6            | 1               | 18,0       | 0          | 0,7        | 0     | 28,7       | 0        | —          | —       | 2,6          | 0            | 1     |
| Мелилья           | 49,8            | 1               | 20,4       | 0          | 1,5        | 0     | 24,8       | 0        | —          | —       | —            | —            | 1     |
| Всего             | 44,5            | 178             | 34,2       | 125        | 10,5       | 8     | 0,3        | 0        | 0,3        | 0       |              | 34           | 350   |

1. ↑  Вместе с «Зелёными»
2. ↑  Андалусистская партия
3. ↑  Союз арагонцев — 10,4 %, РАП — 5,4 %
4. ↑  Союз арагонцев
5. ↑  Союз астурианского обновления — 2,0 %, Астурианистская партия — 0,9 %
6. ↑  Социалисты Мальорки и Менорки—Националистическое соглашение — 5,9 %, Мальоркский союз — 2,1 %, РЛК — 0,3 %
7. ↑  Объединённые левые Страны Валенсия
8. ↑  Совместно с ВНБ и ВзП
9. ↑  Коалиция ВНБ–«Зелёные»–ВзП — 2,4 %, Валенсийский союз — 2,3 %, «Зелёные — Экопацифисты» — 0,9 %, Валенсийский фронт–РЛК — 0,1 %
10. ↑  ГНБ
11. ↑  Канарская единая левая
12. ↑  Канарская коалиция — 29,5 %, Партия независимости Лансароте — 1,2
13. ↑  Канарская коалиция
14. ↑  Кантабрийский националистический совет
15. ↑  Союз леонского народа
16. ↑  ПСК
17. ↑  «Объединённые левые и альтернатива»
18. ↑  Совместно с «Объединенными левыми и альтернатива»
19. ↑  КиС — 28,8 %, РЛК — 5,6 %, «Инициатива для Каталонии—Зелёные» — 3,5
20. ↑  КиС — 15, РЛК — 1, «Инициатива для Каталонии—Зелёные» — 1
21. ↑  «Зелёные Мадрида»
22. ↑  Вместе с Союзом наваррского народа[исп.]
23. ↑  Объединённые левые Наварры
24. ↑  Баскская солидарность — 4,7 %, Демократическая конвергенция Наварры — 2,8 %, БНП — 2,1 %
25. ↑  Риохская партия
26. ↑  Социалистическая партия Страны Басков–«Левые Страны Басков»
27. ↑  «Объединённые левые Страны Басков»
28. ↑  «Зелёные Страны Басков»
29. ↑  БНП — 30,4 %, Баскская солидарность — 7,5 %
30. ↑  БНП — 7, Баскская солидарность — 1
31. ↑  «Зелёные Эстремадуры»
32. ↑  «Единая Эстремадура»
33. ↑  Социалистическая партия народа Сеуты
34. ↑  Вместе с Союзом мелильского народа[исп.]
35. ↑  Коалиция за Мелилью: Либеральная независимая группа и Независимая партия Мелильи

Народная партия выиграла выборы в 14 автономных сообществах из 17 и в 42 провинциях из 50, в том числе в Мадриде, а также в Сеуте и Мелилье. Социалисты победили в 2 автономных сообществах и в 6 провинциях, в том числе в Барселоне. Баскские националисты первенствовали в Стране Басков, Бискайе и Гипускоа. Коалиция «Конвергенция и Союз» заняла первое место в Жироне и Льейде.

## После выборов
26 апреля 2000 года Конгресс депутатов переизбрал лидера Народной партии Хосе Марию Аснара на пост главы испанского правительства на второй срок. За его кандидатуру проголосовали 202 депутата из 350 (все 183 парламентария от Народной партии, 15 от каталонской коалиции «Конвергенция и Союз» и 4 от Канарской коалиции). Против Аснара высказались 148 депутатов от остальных партий. На сегодняшний день это единственное в современной истории испанского парламентаризма голосование, в котором «за» или «против» проголосовали все 350, без воздержавшихся или отсутствовавших.
Впервые Народная партия получила на всеобщих выборах абсолютное большинство в нижней палате парламента, причём этот результат стал лучшим в её истории как по доле голосов, так и по завоёванным мандатам, и был превзойдён только в 2011 году. Впервые с момента восстановления демократии в Испании правоцентристы смогли получить мандатов больше чем левые силы вместе взятые. Победа Народной партии, сумевшей завоевать абсолютное большинство мест в обеих палатах парламента, была воспринята СМИ с удивлением, так как опросы прогнозировали результат для правящей партии лучше, чем в 1996 году, но всё же не с таким перевесом.
ИСРП завершила выборы с худшим для себя результатом за 21 год. «Объединённые левые» потеряли почти половину своих голосов и две трети своих депутатских мандатов, оказавшись в кризис, который продлился более десяти лет, только в 2011 году коалиции удалось получить более 10 мест в Конгрессе.
Выборы 2000 года стали вторыми в истории постфранкистской Испании, когда одной из партий удалось собрать более 10 миллионов голосов, до этого социалисты в 1982 году смогли привлечь на свою сторону 10,1 миллиона избирателей. Явка избирателей была одной из самых низких в современной истории Испании.